# Ravageurs du caféier
Les ravageurs du caféier (Coffea spp;) sont très nombreux et comptent notamment de nombreuses espèces d'insectes.

## Insectes

### Coléoptères
- Araecerus fasciculatus (bruche des grains de café)
- Xylosandrus compactus (scolyte noir du caféier)
- Xylosandrus morigerus (scolyte brun du caféier)
- Asynonychus godmani
- Hypothenemus hampei (scolyte des cerises de café)
- Oligonychus coffeae (acarien rouge du caféier)
- Systates pollinosus
- Zeuzera coffeae (ver rouge du caféier)

### Diptères
- Ceratitis capitata (mouche méditerranéenne des fruits)
- Trirhithrum coffeae (mouche des fruits du caféier)
- Melanagromyza coffeae (mouche mineuse)

### Hémiptères
- Coccus viridis (cochenille verte du caféier)
- Pulvinaria psidii (cochenille du goyavier)
- Saissetia coffeae (cochenille brune du caféier)
- Dysmicoccus brevipes (cochenille farineuse de l'ananas)
- Geococus coffeae (cochenille du caféier)
- Melormenis basalis
- Toxoptera aurantii (puceron noir de l'oranger, puceron du caféier)
- Antestiopsis orbitalis (punaise du caféier, punaise bigarrée)

### Hyménoptères
- Anoplolepis longipes (fourmi - Formicidae)
- Pheidole megacephala (fourmi mégacéphale - Formicidae)
- Macromischoides aculeatus (fourmi - Formicidae)

### Lépidoptères
- Auximobasis coffeaella
- Leucoptera caffeina (chenille mineuse du caféier)
- Perileucoptera coffeella (mineuse des feuilles du caféier)
- Prophantis Smaragdina (pyrale du café)

### Thysanoptères
- Heliothrips haemorrhoidalis (thrips des serres)
- Diarthropthrips coffeae (thrips du caféier)

## Arachnides
- Oligonychus coffeae (acarien rouge du caféier)
- Oligonychus ilicis
- Amblyseius herbicola
- Brevipalpus phoenicis (faux tétranyque tisserand) ; cet acarien est le vecteur du virus des taches annulaires du caféier (CoRSV, Coffea ring spot virus).
- Polyphagotarsonemus latus (tarsonème du cotonnier)

## Nématodes
- Pratylenchus coffeae (nématode des racines)
- Meloidogyne konaensis